# Флаг Талыш-Муганской Автономной Республики
Флаг Талыш-Муганской Автономной Республики (тал. Tolyša parcam) — является одним из символов созданной талышами в 1993 году Талыш-Муганской Автономной Республики.

## Утверждение
7 августа 1993 года открылось заседание Милли Меджлиса ТМАР, которое одобрило создание Талыш-Муганской Автономной Республики. На собрании Милли Меджлиса президентом автономной республики был избран Альакрам Гумматов, назначены председатель Милли Меджлиса (Фахраддин Аббасов) и председатель Кабинета Министров (Ракиф Ходжаев), а также принят конституционный закон, учреждены гимн, флаг и другие атрибуты автономной республики.
Флаг Талыш-Муганской Автономной республики имеет паниранские цвета, красный, белый и зелёный — цвета, используемые на флагах большинства иранских государств и народов. Их использование символизирует общее начало ираноязычных народов. Ныне считается национальным флагом талышского народа.

## Описание

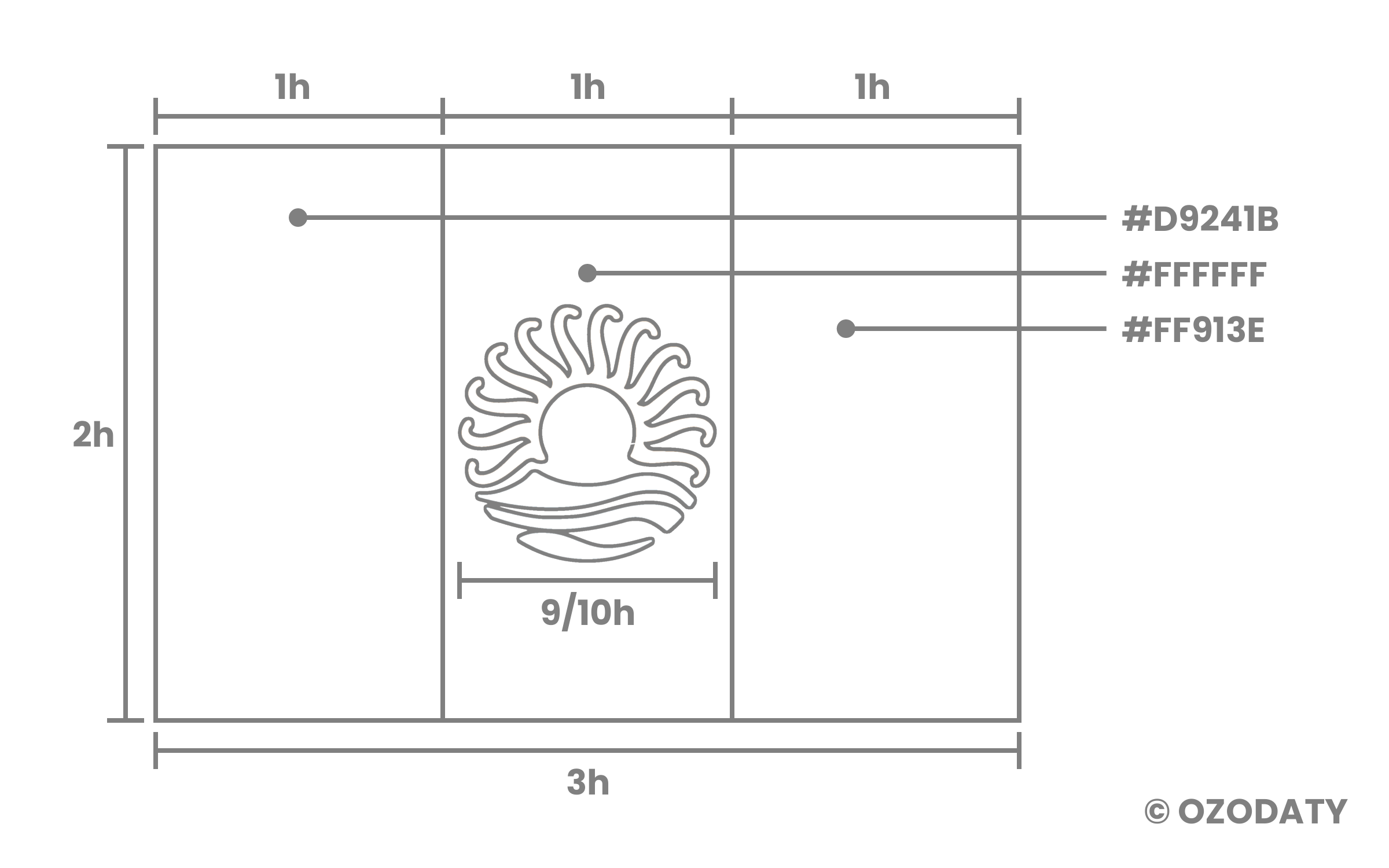
План строительства флага

Соотношение ширины флага к длине — 2:3.  Этот флаг состоит из трех цветных тканей (триколор).  Эти фигуры состоят из трех вертикальных полос одинаковой ширины: красного справа, белого посередине и зеленого слева.  В центре белой полосы изображено солнце и море.  Это изображение составляет 9/10 полосы.

## Цвета и символы
|             | Красный   | Белый       | Зеленый  | Солнце    | Море      |
| ----------- | --------- | ----------- | -------- | --------- | --------- |
| Hexademical | #D9241B   | #FFFFFF     | #00913E  | #ff8601   | #007bbe   |
| RGB         | 217-36-27 | 255-255-255 | 0-145-62 | 255-134-1 | 0-123-193 |

Флаг Талыша, как и флаги других ираноязычных народов, имеет три цвета (красный, белый и зелёный).
- Красный цвет — цвет крови, прославляющий всех Талышей, погибших на протяжении всей истории.

- Белый цвет — символизирует дух свободы народа.

- Зелёный цвет — отражает принадлежность к религии Ислам.

- Образ солнца и моря — воспевает Талышстан, указывает на близость к Каспийскому морю и восходящему солнцу над ним.